# Chotovice (okres Česká Lípa)
Obec Chotovice (německy Kottowitz) se nachází v okrese Česká Lípa, kraj Liberecký. Leží severně od České Lípy. Žije zde 180 obyvatel.

## Historie
První písemná zmínka o obci pochází z roku 1455. Do poloviny 20. století zde byly bahenní lázně. V letech 1938 až 1945 se obec v důsledku uzavření Mnichovské dohody stala součástí nacistického Německa.

## Pamětihodnosti
- Kaple Navštívení Panny Marie
- Boží muka
- Mnoho roubených domů a domků

## Slavní rodáci
- Franz Hantschel (1844–1940), německy píšící lékař a vlastivědný pracovník.
- Philipp Maximilian Schmutzer (1821–1898), rakouský hudebník a hudební skladatel

## Chotovický vrch
Na katastru obce v jeho SZ části, od obce oddělený silnicí I/9 vedoucí z České Lípy na Nový Bor je samostatně ležící Chotovický vrch (498 m n. m.). Nevedou na jeho zarostlý vrchol žádné turistické trasy. Na jeho svahu je velký vodárenský objekt. Vrch je součástí Zákupské pahorkatiny. Pod vrchem ze skalické strany je vedena Naučná stezka po památkách obce Skalice u České Lípy (Skalice je sousední obec).

## Galerie

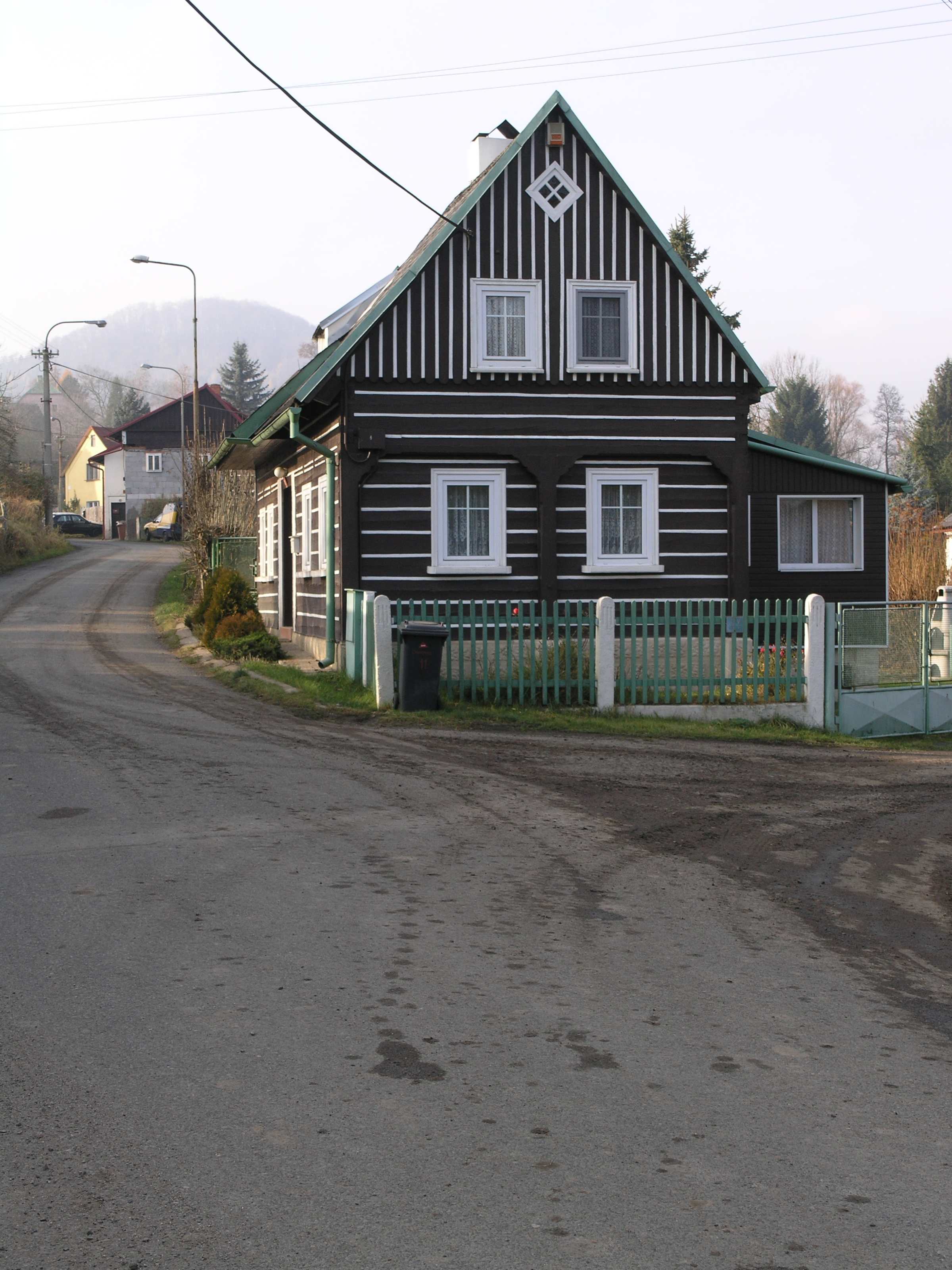
Chotovice
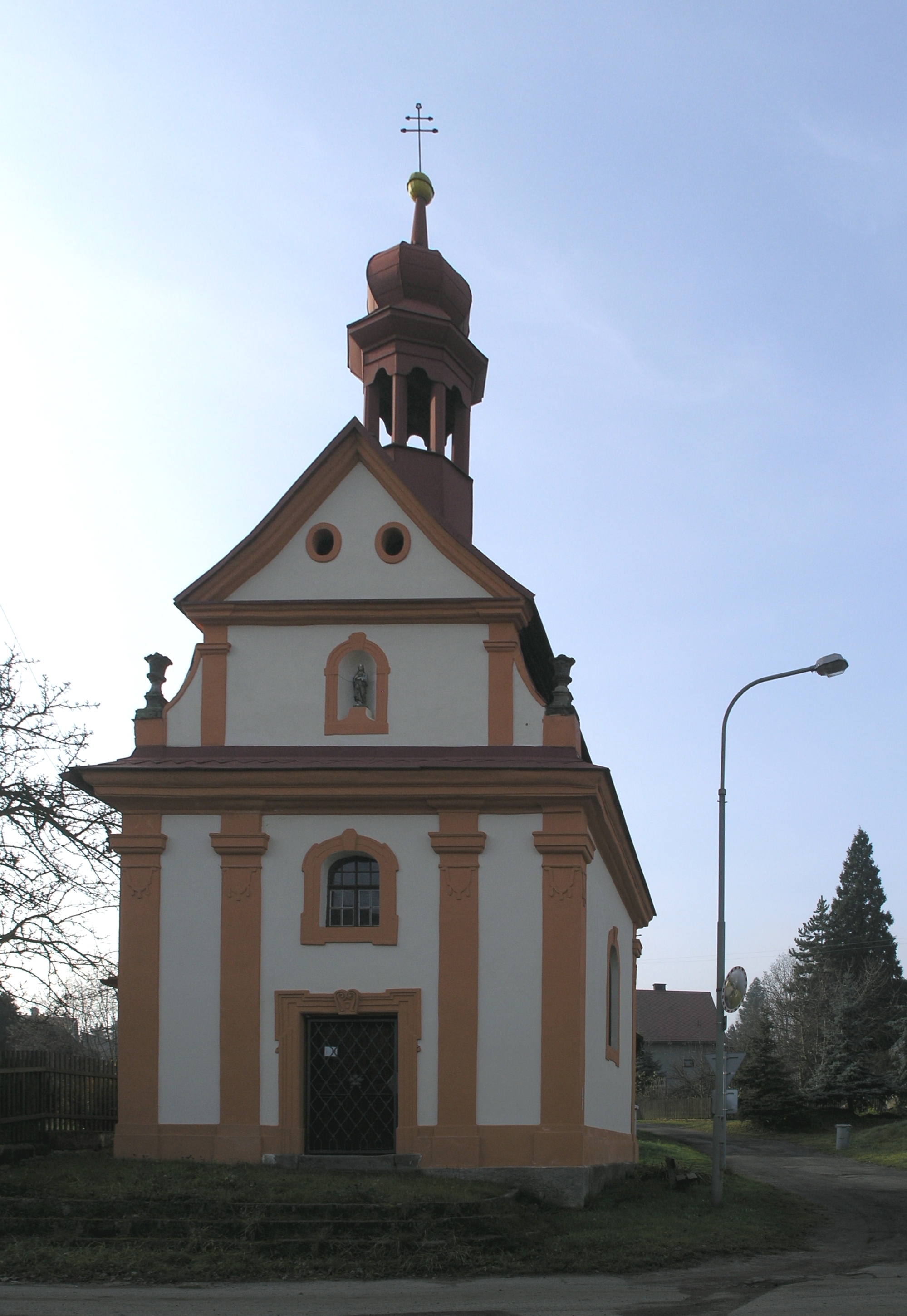
Kaple Navštívení Panny Marie
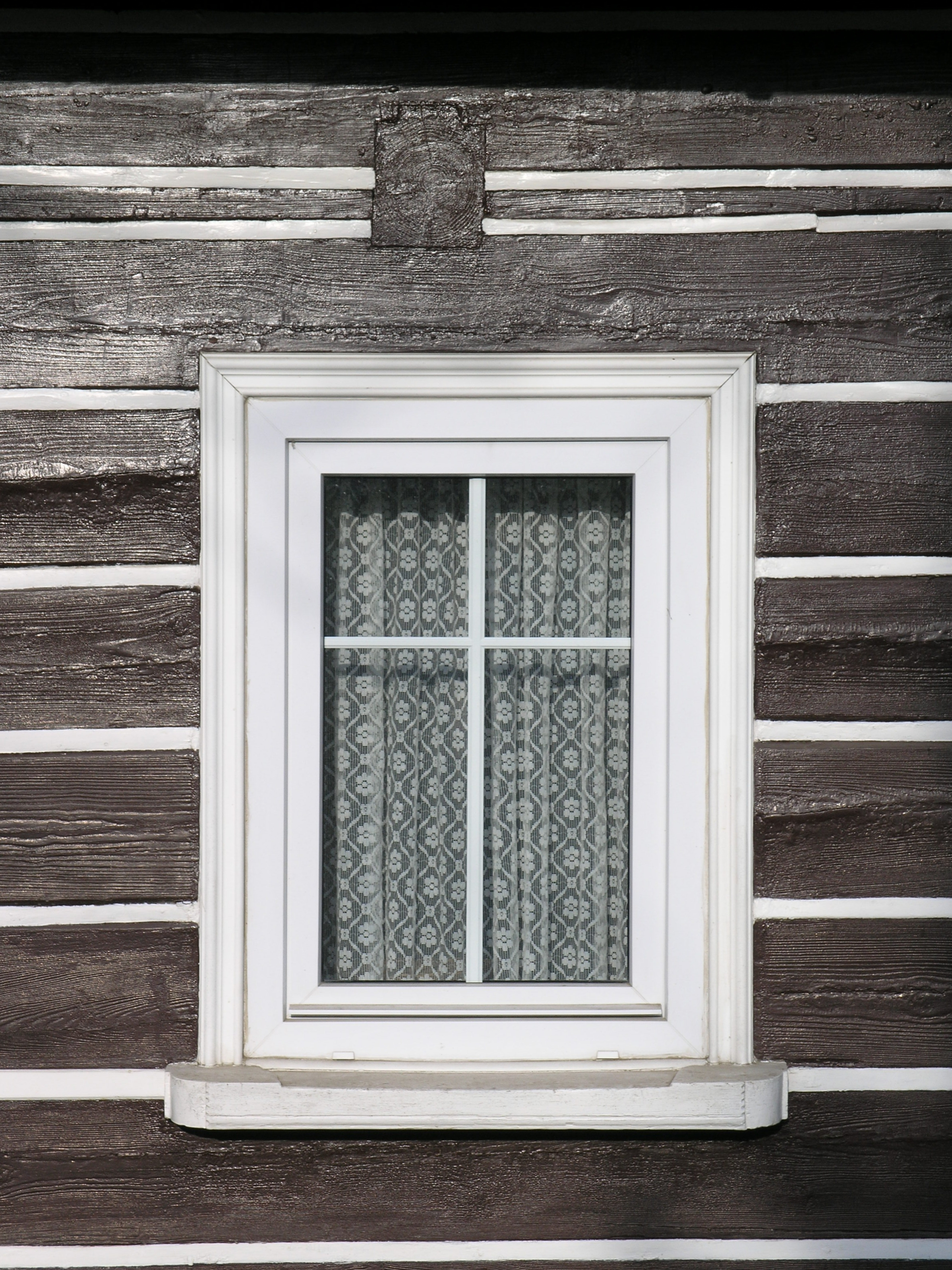
Okno roubeného domu